# Левчук Юрій Васильович
Ю́рій Васи́льович Левчу́к (29.04.1988 — 10.06.2023) — український військовослужбовець, учасник російсько-української війни.

## Життєпис
Народився 1988 року у селі Сураж Тернопільської області. Призваний на військову службу у 2022 році.
10 червня 2023 року загинув під час танкового обстрілу поблизу н.п. Жереб'янки Запорізької області.
Похований 18 червня 2023 року в селі Сураж.

## Нагороди
Наказом командувача Оперативного управління військ від 29.09. 2022 р. № 188 був нагороджений медаллю «Каховка». Також, нагороджений відзнакою начальника розвідувального управління штабу ОК «Південь» від 2.11.2022 р.№ 596. Указом Командира 2ГШБ Військової частини А1516 нагороджений відзнакою «За заслуги» № 6521.
Указом Президента України від 3.11.2023 р. № 732 нагороджено орденом «За мужність» ІІІ ступеня посмертно.